# Open Inventor
O Open Inventor é uma API 3D e formato de objectos 3D da SGI que oferece uma solução abrangente para os problemas interativos da programação gráfica. Apresenta uma programação baseada em modelos 3D com uma base de dados, o que simplifica drasticamente o processo.
A base de dados inclui um vasto leque de objetos, tais como cubos, polígonos, textos, materiais, câmeras, luzes, trackballs, handle boxes, visualização 3D e editores que aceleram o tempo de programação e aumentam as capacidades de programação 3D.
O Open Inventor foi construído com recurso ao OpenGL, define um padrão de formato de arquivo de dados em 3D, introduz o conceito de modelo de evento simples para a interação 3D, disponibiliza objetos animados designados por mecanismos, proporciona uma elevada performance na escolha de objetos, é independente da plataforma e do tipo de janelas utilizadas, é um sistema gráfico 3D multi-plataforma, suporta a impressão em forma PostScript, incentiva os programadores a criarem novos objetos personalizados.

## História
Recentemente a SGI acedeu aos pedidos insistentes da comunidade open source para disponibilizar o código-fonte de forma que esta API possa ser compreendida pelos utilizadores e programadores, e que desta forma, com o contributo da comunidade, a plataforma saia enriquecida.
Este foi mais um passo de grande relevância para a SGI no esforço que faz para apresentar tecnologias de hardware e software de qualidade aos elementos envolvidos no desenvolvimento de aplicações gráficas.